# Constantin Noica
Constantin Noica (IPA: [konstanˈtin ˈnojka]) (Vitănești, 12 luglio 1909 – Păltiniș, 4 dicembre 1987) è stato un filosofo, saggista, scrittore e poeta romeno.
Il suo interesse è per la filosofia in generale, dall' epistemologia alla filosofia della cultura, dall'assiologia e antropologia all'ontologia e alla  logica, dalla storia della filosofia alla filosofia sistematica, dalla filosofia antica a quella contemporanea, passando dalla semplice traduzione e interpretazione alla critica e alla creazione.

## Biografia
Nasce a Vităneşti, nel distretto di Teleorman. Studia a Bucarest, frequentando dal 1924 al 1928 il liceo Spiru Haret dove ha come insegnante di matematica Dan Barbilian (vero nome del poeta Ion Barbu). Nel 1927 inizia a scrivere sulla rivista scolastica Vlăstarul. Fra il 1928 e 1931 segue i corsi della Facoltà di Lettere e Filosofia, come allievo del professore e filosofo Nae Ionescu, laureandosi con la tesi: Il problema della cosa in sé in Kant  ("Problema lucrului în sine la Kant").
Lavora come bibliotecario presso il Seminario di Storia della Filosofia ed è membro dell'Associazione "Criterion" (insieme a Mircea Eliade, Mihail Polihroniade e Haig Acterian) dal 1932 al 1934. Dopo aver conseguito  specializzazione  in Francia nel periodo 1938-1939, ritorna a Bucarest sostenendo l'esame di dottorato in filosofia con la tesi Abbozzo per la storia del come è possibile qualcosa di nuovo ("Schiţă pentru istoria lui Cum e cu putinţă ceva nou"), pubblicata nel 1940.
Passa gran parte della seconda guerra mondiale in Germania dove diventa referente per la filosofia dell'Istituto Romeno-Tedesco di Berlino dal 1941 al 1944.
Nel periodo tra il 1949 e il 1964, diventa oggetto di persecuzione delle autorità del regime comunista che gli infligge 10 anni di residenza forzata a Câmpulung-Muscel e 25 anni di lavoro forzato (ne fa 6 anni) nel carcere di Jilava, come prigioniero politico.

## Il pensiero
Nel ventesimo secolo, dominato dalla scienza, all'intero ambiente viene applicato il modello di conoscenza basato su concetti convenzionali ed astratti. Questo modo di pensare è chiamato da Noica "la logica di Ares", poiché l'individuo, in questo modo scientifico di considerare le cose, appare come una semplice variabile dal ruolo prettamente statistico.
Per recuperare il senso dell'esistenza, Noica propone, nell'opposizione con "la logica di Ares", "la logica di Hermes", un modo di pensare che considera l'individuo come riflesso del tutto. La logica di Hermes significa capire il tutto attraverso la parte, esso significa identificare in una singola esistenza i principi generali della realtà.
Noica apprezza i filosofi greci e tedeschi, così come molti scrittori romeni.  Raccomanda  perciò di leggere  filosofia, imparare le lingue classiche, in particolare la lingua greca antica e le lingue moderne, soprattutto la lingua tedesca.

## Opere
- 1934 - Mathesis o le gioie semplici ("Mathesis sau bucuriile simple")
- 1936 - Concetti aperti nella storia della filosofia in Descartes, Leibniz e Kant ("Concepte deschise în istoria filozofiei la Descartes, Leibniz şi Kant")
- 1937 - De caelo. Saggio intorno a conoscenza ed all'individuo ("De caelo. Eseu în jurul cunoaşterii şi al individului")
- 1937 - Vita e filosofia di René Descartes ("Viaţa şi filozofia lui René Descartes ")
- 1940 - Abbozzo per la storia del come è possibile qualcosa di nuovo ("Schiţă pentru istoria lui cum e cu putinţă ceva nou")
- 1943 - Due introduzioni e un passaggio all'idealismo ("Două introduceri şi o trecere spre idealism. Cu traducerea primei introduceri kantiene a Criticei Judecarii")
- 1944 - Giornale filosofico ("Jurnal filosofic")
- 1944 - Pagine sull'anima rumena ("Pagini despre sufletul românesc")
- 1962 - Phenomenologia dello spirito di G.W.F. Hegel narrato da Constantin Noica ("Fenomenologia spiritului lui GWF Hegel istorisită de Constantin Noica")
- 1969 - Ventisette livelli del reale ("Douăzeci si sapte de trepte ale realului")
- 1969 - Platon: Lysis("Platon: Lysis (cu un eseu despre înţelesul grec al dragostei de oameni si lucruri)")
- 1970 - Espressione filosofica rumena[1] ("Rostirea filozofică românească")
- 1973 - Creazione e bellezza nell'espressione rumena[1] ("Creaţie şi frumos in rostirea românească")
- 1975 - Eminescu o pensieri sull'uomo completo della cultura rumena ("Eminescu sau gânduri despre omul deplin al culturii romanesti")
- 1976 - La separazione da Goethe ("Despărţirea de Goethe")
- 1978 - Il senso rumeno di essere ("Sentimentul românesc al fiinţei")
- 1978 - Lo spirito rumeno alla congiuntura di tempo. Sei malattie dello spirito contemporaneo. ("Spiritul românesc la cumpătul vremii. Şase maladii ale spiritului contemporan")
- 1980 - Narrazioni sull'uomo, dopo il libro di Hegel "Phenomenologia dello spirito"("Povestiri despre om, dupa o carte a lui Hegel: Fenomenologia spiritului")
- 1981 - Il divenire nell'essere, volume. 1: "Saggio sulla filosofia tradizionale", volume. 2: "Trattato di ontologia" ("Devenirea întru fiinţă", volume. 1: "Incercarea asupra filozofiei traditionale", volume. 2: "Tratat de ontologie")
- 1984 - Tre introduzioni a divenire nell'essere ("Trei introduceri la devenirea întru fiinţă")
- 1986 - Lettere sulla logica di Hermes ("Scrisori despre logica lui Hermes")
- 1988 - De Dignitate Europae (in Tedesco)
- 1990 - Pregate per il fratello Alexander! ("Rugaţi-vă pentru Fratele Alexandru!")
- 1991 - Giornale delle idee ("Jurnal de idei")
- 1992 - Saggi di domenica ("Eseuri de duminică")
- 1992 - Introduzioni semplici alla bontà del nostro tempo ("Simple introduceri la bunătatea timpului nostru")
- 1992 - Introduzione al miracolo di Eminescu ("Introducere la miracolul eminescian")
- 1997 - Manoscritti di Cîmpulung ("Manuscrisele de la Cîmpulung")
- 1998 - L'equilibrio spirituale. Studi e saggi (1929-1947) ("Echilibrul spiritual. Studii şi eseuri" (1929-1947))